# Johan Rutberg
Johan Rutberg, född 24 april 1827 i Nederkalix församling, Norrbottens län, död där 8 juni 1885, var en svensk militär och riksdagspolitiker. 
Johan Rutberg var son till lantbrukaren och riksdagsmannen Johan Jakob Rutberg och far till dialektforskaren Hulda Rutberg.
Rutberg var kapten vid Norrbottens fältjägarkår och major i armén. Han var även politiker och var ledamot av riksdagens andra kammare 1870–1876 för Norrbottens norra domsagas valkrets samt 1885 för Kalix domsagas valkrets.
Johan Rutberg är begravd på Älvkyrkogården i Kalix.